# Али Коч
Али Коч (мкд. Али Коч) је насеље у Северној Македонији, у источном делу државе. Али Коч је насеље у оквиру општине Радовиште.

## Географија
Али Коч је смештен у источном делу Северне Македоније. Од најближег града, Радовишта, насеље је удаљено 8 km северно.
Насеље Али Коч се налази у историјској области Јуруклук. Насеље је положено на југозападним падинама планине Плачковице. Надморска висина насеља је приближно 800 метара. 
Месна клима је планинска због знатне надморске висине.

## Становништво
Али Коч је према последњем попису из 2002. године имао 328 становника.
Већинско становништво у насељу су етнички Турци (100%).
Претежна вероисповест месног становништва је ислам.